# العيد الوطني (النمسا)

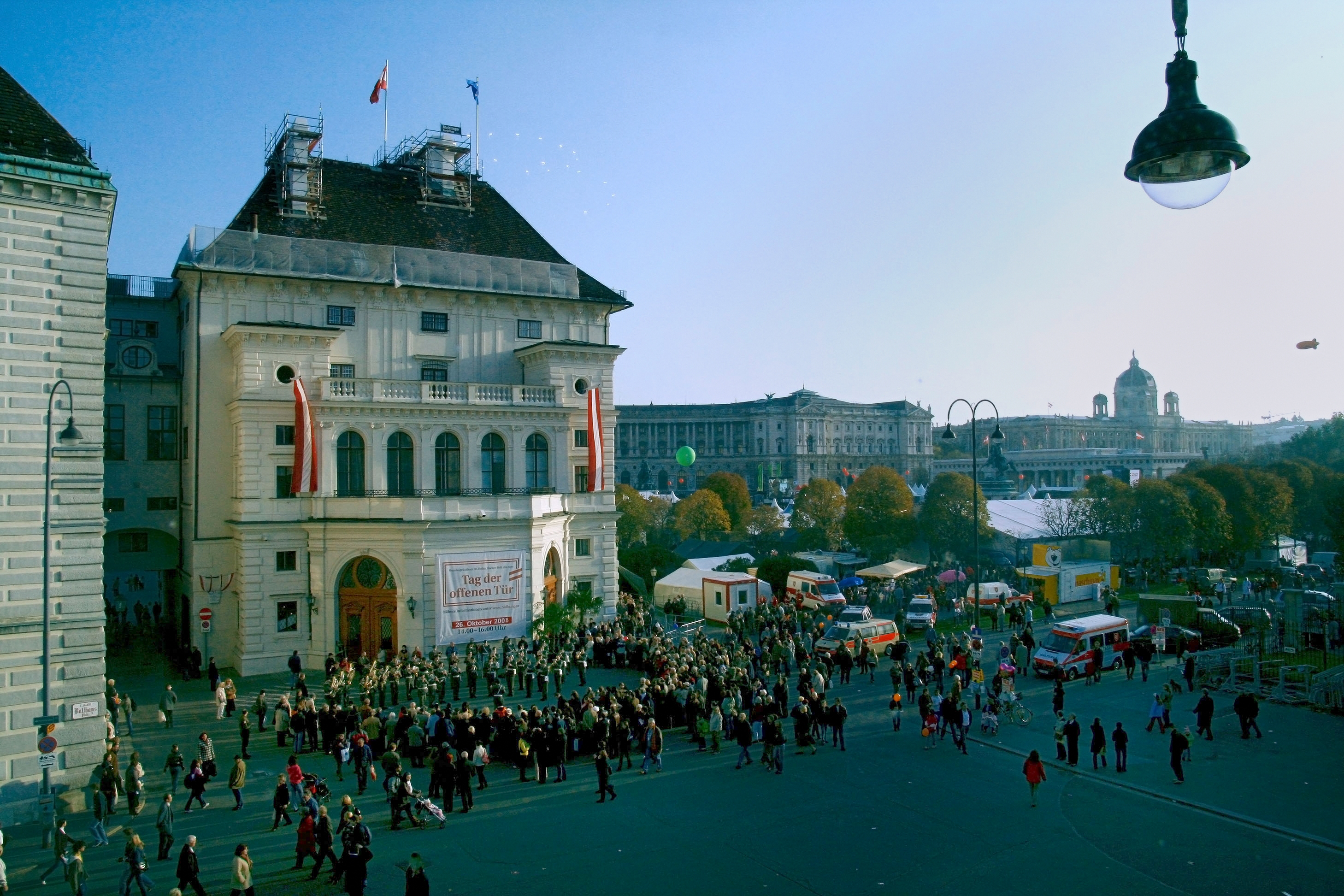

العيد الوطني (بالألمانية: österreichischer Nationalfeiertag) هو عيد وطني نمساوي يُحتفل به سنويًا في منذ عام 1965 في 26 أكتوبر، وهو اليوم الذي تقرر في عام 1955 قانون إعلان الحياد النمساوي. تم استبدال يوم العلم بهذا اليوم باعتباره عطلة وطنية. في عام 1967 تم إضافته إلي العطلات القانونية الأخرى في النمسا وتم فيه التوقف عن العمل.